# Amy Schumer
Amy Beth Schumer (New York, 1º giugno 1981) è una comica, attrice e sceneggiatrice statunitense.

## Biografia
Figlia di piccoli imprenditori, ha una sorella e un fratello minori. Il padre è originario dell'Austria. Laureatasi in teatro alla Towson University di Baltimora nel 2003, ha contestualmente avviato la propria carriera sul palcoscenico e, a partire dal 2007, in alcuni show comici televisivi. Il 13 febbraio 2018 ha sposato lo chef e agricoltore Chris Fischer a Malibù, in California. Il 5 maggio 2019 hanno avuto un bambino.
È la creatrice, co-produttrice, co-sceneggiatrice e protagonista della serie commedia Inside Amy Schumer che va in onda su Comedy Central dal 2013, vincitrice di due Emmy Award. Nel 2015, scrive ed interpreta la commedia Un disastro di ragazza, per cui viene nominata ai Golden Globe come miglior attrice in una serie commedia o musicale e vince un Critics Choice Award.
Nel 2022 con Taylor Tomlinson, Hasan Minhaj e Jerrod Carmichael è stata premiata al festival Just For Laughs di Montréal.

## Filmografia

### Attrice

#### Cinema
- Sleepwalk with Me, regia di Mike Birbiglia e Seth Barrish (2012)
- Price Check, regia di Michael Walker (2012)
- Cercasi amore per la fine del mondo (Seeking a Friend for the End of the World), regia di Lorene Scafaria (2012)
- Un disastro di ragazza (Trainwreck), regia di Judd Apatow (2015)
- Fottute! (Snatched), regia di Jonathan Levine (2017)
- Thank You for Your Service, regia di Jason Hall (2017)
- Come ti divento bella! (I Feel Pretty), regia di Abby Kohn e Marc Silverstein (2018)
- The Humans, regia di Stephen Karam (2021)
- Bros, regia di Nicholas Stoller (2022)
- Unfrosted - Storia di uno snack americano (Unfrosted), regia di Jerry Seinfeld (2024)
- Kinda Pregnant, regia di Tyler Spindel (2025)

#### Televisione
- North Hollywood – film TV (2001)
- Reality Bites Back – serie TV, 1 episodio (2008)
- Cupid – serie TV, 1 episodio (2009)
- 30 Rock – serie TV, 1 episodio (2009)
- Curb Your Enthusiasm – serie TV, 1 episodio (2011)
- Delocated – serie TV, 8 episodi (2012)
- Girls – serie TV, 2 episodi (2013-2014)
- Saturday Night Live – serie TV, 1 episodio (2015)
- Inside Amy Schumer – serie TV, 47 episodi (2013-in corso)
- Only Murders in the Building - serie TV, 2 episodi (2022)

### Doppiatrice
- Louie – serie TV, 1 episodio (2012)
- BoJack Horseman – serie TV, 1 episodio (2015)
- TripTank – serie TV, 2 episodi (2015-2016)
- I Simpson – serie TV, 1 episodio (2016)
- I Griffin – serie TV, 1 episodio (2016)
- Bob's Burgers – serie TV, 1 episodio (2016)
- Trolls 3 - Tutti insieme (Trolls Band Together), regia di Walt Dohrn (2023)

### Sceneggiatrice
- Women Who Kill, regia di Manny Rodriguez – film TV (2013)
- Inside Amy Schumer – serie TV, 40 episodi (2013-in corso) – anche coideatrice
- Un disastro di ragazza (Trainwreck), regia di Judd Apatow (2015)

### Regista
- Inside Amy Schumer – serie TV, 4 episodi (2014-2016)

### Produttrice
- Come ti divento bella! (I Feel Pretty), regia di Abby Kohn e Marc Silverstein (2018)

## Spettacoli comici
- Amy Schumer: Mostly Sex Stuff (2012)
- Amy Schumer: Live from the Apollo (2015)

## Doppiatrici italiane
Nelle versioni italiano delle opere in cui ha recitato, Amy Schumer è stata doppiata da:
- Federica De Bortoli in Fottute!, Come ti divento bella!, Life & Beth, Kinda Pregnant
- Erica Necci in Un disastro di ragazza
- Gemma Donati in Only Murders in the Building
- Chiara Gioncardi in Unfrosted - Storia di uno snack americano

Da doppiatrice è sostituita da:
- Lucrezia Marricchi in BoJack Horseman
- Benedetta Ponticelli in Trolls 3 - Tutti insieme (dialoghi)
- Lucy Campeti in Trolls 3 - Tutti insieme (canto)